# エンニオ・フライアーノ
エンニオ・フライアーノ（Ennio Flaiano, 1910年3月5日 - 1972年11月20日）は、イタリアの脚本家、劇作家、ジャーナリスト、小説家である。文学賞のフライアーノ賞、国際映画祭のフライアーノ映画祭、ローマのフライアーノ劇場に名を残す。

## 人物・来歴

### ネオレアリズモからイタリア式コメディへ
1910年（明治43年）3月5日、イタリア王国（現在のイタリア共和国）ペスカーラ県ペスカーラに生まれる。
1942年（昭和17年）に公開されたロモロ・マルチェッリーニ監督のドキュメンタリー映画 Pastor Angelicus （日本未公開）の脚本を書き、助監督を務めたのが、映画界での最初の記録である。第二次世界大戦後、1947年（昭和22年）、小説 Tempo di uccidere で、第1回ストレーガ賞を受賞する。1948年（昭和23年）、マルチェロ・パリエロ監督の『自由都市ローマ』の原案で、ナストロ・ダルジェント賞最優秀原作賞を受賞する。
1958年（昭和33年）、フェデリコ・フェリーニ監督の『青春群像』の脚本で、同作を共同執筆したフェリーニ、トゥリオ・ピネリとともに第30回アカデミー賞脚本賞にノミネートされる。1959年（昭和34年）、フェデリコ・フェリーニ監督の『カビリアの夜』の脚本で、同作を共同執筆したピエル・パオロ・パゾリーニ、トゥリオ・ピネリとともにスペイン・バルセロナでのサン・ジョルディ賞最優秀外国脚本賞を受賞する。
フェデリコ・フェリーニ監督の『甘い生活』の脚本で、同作を共同執筆したフェリーニ、ブルネッロ・ロンディ、トゥリオ・ピネリとともに1961年（昭和36年）にはナストロ・ダルジェント賞最優秀脚本賞を受賞、1962年（昭和37年）には第34回アカデミー賞脚本賞にノミネートされる。1964年（昭和39年）、フェデリコ・フェリーニ監督の『8 1/2』の脚本で、同作を共同執筆したフェリーニ、ブルネッロ・ロンディ、トゥリオ・ピネリとともに、ナストロ・ダルジェント賞最優秀脚本賞を受賞、同年の第36回アカデミー賞脚本賞および原作賞にノミネートされる。
1972年（昭和47年）11月20日、心臓病のためローマで死去した。満62歳没。マッカレーゼ墓地に眠る。

### 没後
1974年（昭和49年）、フライアーノ映画祭、フライアーノ賞が創設される。
没後15年を経た1987年（昭和62年）、ダミアーノ・ダミアーニが1986年（昭和61年）に監督した『インクアイリー/審問』の脚本で、スーゾ・チェッキ・ダミーコとともにナストロ・ダルジェント賞最優秀原作賞を受賞する。

## おもなフィルモグラフィ

### 1940年代
- Pastor Angelicus : 監督ロモロ・マルチェッリーニ、ドキュメンタリー映画、1942年 - 脚本・助監督
- Inviati speciali : 監督ロモロ・マルチェッリーニ、1943年 - 脚本・助監督
- Vivere ancora : 監督フランチェスコ・デ・ロベルティス、1945年 - 脚本
- L'abito nero da sposa : 監督ルイジ・ザンパ、1945年 - 脚本
- La freccia nel fianco : 監督アルベルト・ラットゥアーダ、1945年 - 脚本
- 『自由都市ローマ』 Roma città libera : 監督マルチェロ・パリエロ、1947年 - 脚本・原案

### 1950年代
- 『寄席の脚光』 Luci del varieta : 監督アルベルト・ラットゥアーダ / フェデリコ・フェリーニ、1950年 - 脚本・原案
- 『白い酋長』 Lo sceicco bianco : 監督フェデリコ・フェリーニ、1952年 - 脚本・原案
- 『わたしの罪ではない』 Il mondo le condanna : 監督ジャンニ・フランチョリーニ、1953年 - 脚本・原案
- 『青春群像』 I vitelloni : 監督フェデリコ・フェリーニ、1953年 - 脚本・原案
- 『自由は何処に』 Dov'e la liberta...? : 監督ロベルト・ロッセリーニ、1954年 - 脚本・原案
- 『ローマの女』 La romana : 監督ルイジ・ザンパ、1954年 - 脚本・原案
- 『道』 La strada : 監督フェデリコ・フェリーニ、1954年 - 脚本・原案
- 『ヴィーナスのサイン』 Il segno di Venere : 監督ディーノ・リージ、1955年 - 脚本・原案
- 『最後の楽園』 L'ultimo paradiso : 監督フォルコ・クイリチ、1955年 - 脚本・原案
- 『河の女』 La donna del fiume : 監督マリオ・ソルダーティ、1955年 - 脚本・原案
- 『崖』 Il bidone : 監督フェデリコ・フェリーニ、1955年 - 脚本・原案
- Calabuch : 監督ルイス・ガルシア・ベルランガ、1956年 - 脚本・原案
- 『カビリアの夜』 Le notti di Cabiria : 監督フェデリコ・フェリーニ、1957年 - 脚本・原案
- 『夏物語』 Racconti d'estate : 監督ジャンニ・フランチョリーニ、1958年 - 脚本・原案

### 1960年代
- 『ローマの恋』 Un amore a Roma : 監督ディーノ・リージ、1960年 - 脚本・原案
- 『甘い生活』 La Dolce Vita : 監督フェデリコ・フェリーニ、1960年 - 脚本・原案
- 『夜』 La notte : 監督ミケランジェロ・アントニオーニ、1961年 - 脚本・原案
- 『ボッカチオ'70』 Boccaccio '70 : 監督マリオ・モニチェリ / フェデリコ・フェリーニ / ルキノ・ヴィスコンティ / ヴィットリオ・デ・シーカ、1962年 - 脚本・原案
- 『8 1/2』 8½ : 監督フェデリコ・フェリーニ、1963年 - 脚本・原案
- 『かもめの城』 Rapture : 監督ジョン・ギラーミン、1965年 - 脚本・原案
- 『魂のジュリエッタ』 Giulietta degli spiriti : 監督フェデリコ・フェリーニ、1965年 - 脚本・原案
- 『華麗なる殺人』 La decima vittima : 監督エリオ・ペトリ、1965年 - 脚本・原案
- 『甘い大陸』 Una moglie americana : 監督ジャン・ルイジ・ポリドロ、1965年 - 脚本・原案
- 『愛すべき女・女たち』 Le plus vieux metier du monde : 監督フランコ・インドヴィナ / マウロ・ボロニーニ / フィリップ・ド・ブロカ / ミヒャエル・フレガール / クロード・オータン＝ララ / ジャン＝リュック・ゴダール、1967年 - 脚本・原案
- 『荒野の大活劇』 Vivi o, preferibilmente, morti : 監督ドッチオ・テッサリ、1969年 - 脚本・原案
- 『スイート・チャリティ』 Sweet Charity : 監督ボブ・フォッシー、1969年 - 脚本・原案
- 『ひきしお』 La cagna : 監督マルコ・フェレーリ、1972年 - 脚本・原案

### 没後作品
- 『インクアイリー/審問』 L'inchiesta : 監督ダミアーノ・ダミアーニ、1986年 - 脚本・原案
- 『エネミー・ウォー』 Tempo di uccidere : 監督ジュリアーノ・モンタルド、1989年 - 脚本・原案
- 『ファイナル・インクワイアリー』 L'inchiesta : 監督ジュリオ・バーゼ、2006年 - 脚本・原案

## ビブリオグラフィ
- Tempo di uccidere  - 第1回ストレーガ賞受賞

## 註
1. 1 2 3 4 5 6 7 8 9 10  Ennio Flaiano, インターネット・ムービー・データベース （英語）, 2010年12月13日閲覧。
2. 1 2 3  Ennio Flaiano, allmovie （英語）, 2010年12月13日閲覧。
3. ↑  Ennio Flaiano, Find A Grave （英語）, 2010年12月13日閲覧。

## 関連事項
- ネオレアリズモ
- イタリア式コメディ
- フライアーノ賞 （en:Flaiano Prize）
- フライアーノ映画祭 （en:Flaiano Film Festival, it:Premio Flaiano）
- フライアーノ劇場 （it:Teatro Flaiano）
- ロモロ・マルチェッリーニ （en:Romolo Marcellini）
- フランチェスコ・デ・ロベルティス （it:Francesco De Robertis）
- マルチェロ・パリエロ （en:Marcello Pagliero）
- ジャンニ・フランチョリーニ （en:Gianni Franciolini）
- フォルコ・クイリチ（it:Folco Quilici）
- ルイス・ガルシア・ベルランガ （en:Luis García Berlanga）
- ジュリオ・バーゼ（it:Giulio Base）